# ريندي

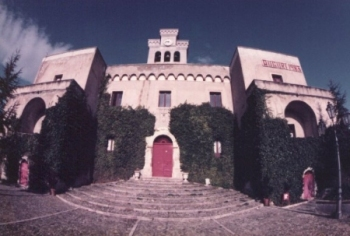
Municipio di Rende

Rende ريندي، مدينة إيطالية في مقاطعة كوزنسا بإقليم كالابريا جنوبي البلاد، مقر جامعة كالابريا. يبلغ عدد سكانها حوالي 35.221 نسمة، ويصل إلى 60000 إذا ما حسنبا طلاب الجامعة الذين يعيشون هناك. وتنقسم المدينة إلى جزئين : البلدة القديمة والواقعة فوق تلة عالية، والمنطقة الحديثة على مستوى الأرض وهي مركز اقتصاد المدينة.

## السكان
في سنة 1861 بلغ عدد السكان 3٬648 نسمة، وتطور العدد ليصل في سنة 2011 لـ 33٬555 نسمة.
يظهر هذا المخطط البياني تطور النمو السكاني لـ ريندي

## توأمة
لريندي اتفاقيات توأمة مع:
- كاوناس (2003 - )[9]